# Киевский международный университет
Прива́тное учрежде́ние вы́сшего образова́ния «Ки́евский междунаро́дный университе́т» (КиМУ)  (укр. Приватний заклад вищої освіти «Київський міжнародний університет») — учреждение высшего образования в Украине. Основано в 1994 году. Аккредитировано высшим четвёртым уровнем аккредитации. Образовательную деятельность университет осуществляет согласно лицензии МОН Украины об осуществлении образовательных услуг. Расположен в Киеве (Святошинский район).

## История
В своём образовании КиМУ прошёл несколько этапов. Начало положено Центром интенсивного изучения иностранных языков под руководством профессора Хачатуряна Х. В. В 1994 году признание Министерством образования и науки Украины Международного института лингвистики и права как высшего образовательного учреждения и наделение его правом на образовательную деятельность. В 2002 году переименовав в Киевский международный университет.
Одним из основных преимуществ КиМУ является изучение иностранных языков. Образовательный процесс ведётся на двух языках — на украинском и английском. Количество студентов всего — 4800 человек. За годы своей работы Киевский международный университет выпустил более 15 000 специалистов международных отношений, права, экономики, лингвистики, журналистики, психологии и т. д.

## Основные задания университета
- Развитие университета как образовательного и просветительского учреждения Украины и включение его в международную сеть высших образовательных учреждений.
- Подготовка согласно требованиям общества и договорными обязательствами специалистов иностранных языков и других гуманитарных наук, как права, международных отношений, международного права, международных экономических отношений, журналистики, драматургии, менеджмента, архитектуры, медицины, стоматологии и т. д.
- Проведение научно-исследовательских работ.

## Научно-педагогический состав
Образовательный процесс в университете обеспечивают высококвалифицированные педагогические специалисты, 80 % из которых доктора и кандидаты наук, 10 % академики и члены-корреспонденты государственных отраслевых академий наук, заграничных академий и ассоциаций, 22 имеют звание «заслуженного деятеля науки и техники», «заслуженный деятель искусства», «заслуженный артист Украины», «заслуженный юрист Украины».
Университет гордится не только известными учёными в Украине, но и во всем мире, а именно Х. В. Хачатурян, Р. П. Иванченко, И. П. Ющук, О. Н. Мушкудиани, С. М. Мартыненко, Л. А. Савченко, Л. М. Щербак и др.

## Известные выпускники
- Марина Петренко — российско-украинская актриса.
- Александр Сидоренко — украинский музыкант
- Виталий Журавский — украинский политик.
- Татьяна Черновол — украинская журналистка, политик.
- Тамара Дуда — украинская писательница.
- Ольга Васильевская-Смаглюк — украинский политик и журналист.

## Международное сотрудничество
В пределах межуниверситетских отношений, университет сотрудничает с высшими образовательными учреждениями ЕС, особенно с Университетом в Домброве-Гурнича (WSB university, Польша). Сотрудничество осуществляется вместе с программой «Двойной диплом», выпускники получают европейский диплом.